# Орехов, Борис Иванович
Борис Иванович Орехов (1 октября 1943, Ростов-на-Дону — 29 июня 2021, Таганрог) — российский математик, педагог, основатель и первый директор Таганрогского лицея.

## Биография
Родился 1 октября 1943 года в Ростове-на-Дону.
В 1960 году окончил в Ростове-на-Дону школу с серебряной медалью. В 1965 году окончил мехмат Ростовского государственного университета.
В 1972 году защитил кандидатскую диссертацию.
В 1988 году с группой соратников выступил основателем специализированного класса при Таганрогском радиотехническом институте, ставшего началом Таганрогского муниципального общеобразовательного лицея при ТРТУ (ТМОЛ). Известность лицея выходила за рамки Таганрога: по учебному плану и авторским программам лицея стали обучать детей в лицейских классах в Туапсе, Ейске, Невинномысске, Новороссийске, Сальске, Волгодонске, Майкопе, Армавире и других городах.
Сфера научных интересов: вопросы представления аналитических функций корневыми функциями дифференциальных операторов; вопросы отражения электромагнитных полей от статических шероховатых поверхностей; вопросы теории и практики высшего и общего образования.
Автор более 80 научных работ.
Скончался 29 июня 2021 года в Таганроге. Похоронен в Таганроге на Аллее Славы Мариупольского кладбища.